# دولت أباد (فيروزة)
دولت أباد (بالفارسية: دولت‌آباد) هي قرية تقع في قسم تخت جلغة الريفي في إيران. يقدر عدد سكانها بـ 415 نسمة .